# Santa Clara (Californie)
Pour les articles homonymes, voir Santa Clara.
Santa Clara est une ville fondée en 1777 et devenue en 1852 une municipalité du comté de Santa Clara, en Californie. C'est la neuvième municipalité la plus peuplée de la région de la baie de San Francisco.

## Histoire

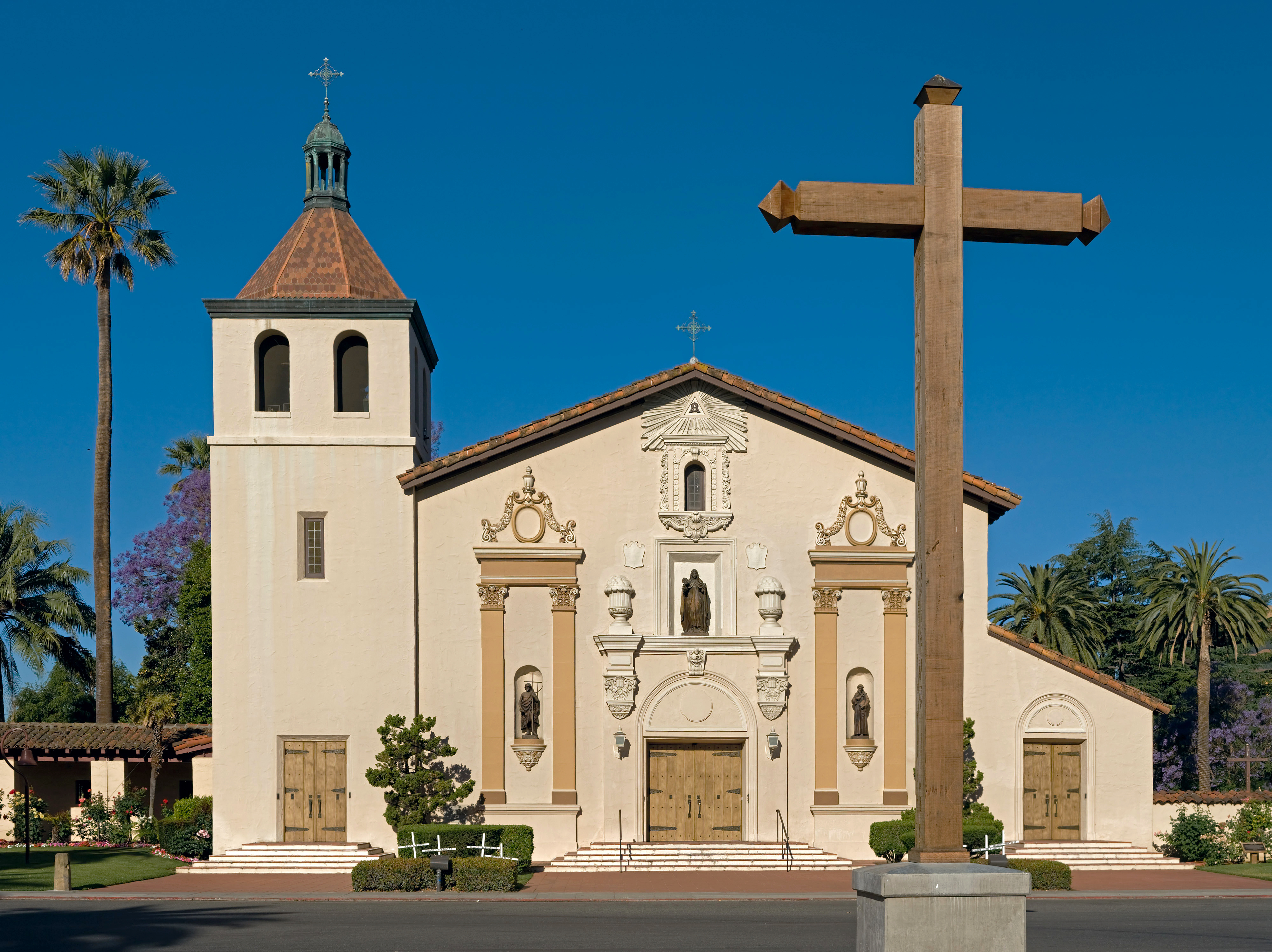
Mission de Santa Clara

Elle est le site de la huitième des 21 missions californiennes, Mission Santa Clara de Asís, à qui elle doit son nom. La mission et ses jardins sont situés sur le campus de l'université de Santa Clara. Elle est nommée en l'honneur de Claire d'Assise.
Selon le recensement des États-Unis de 2010, la ville comptait alors 116 468 habitants.
Santa Clara accueille les établissements de Mission College et l'université de Santa Clara, cette dernière étant la plus ancienne institution d'enseignement supérieur de Californie.
La ville accueille aussi le parc d'attractions California's Great America.
Santa Clara est située au sein de Silicon Valley et est le siège notamment des entreprises Applied Materials, Palo Alto Networks, Arista Networks, McAfee, Sun Microsystems, NVIDIA et Intel, fondée en 1968.
L'équipe de football américain des 49ers de San Francisco a son siège et son complexe d'entraînement à Santa Clara. Le 8 novembre 2006, les propriétaires des 49ers ont annoncé leur intention de déménager l'équipe vers Santa Clara après l'échec des négociations avec la ville de San Francisco. Le déménagement nécessiterait la construction d'un nouveau stade, et l'annonce a déclenché une polémique sur le nom de l'équipe, et si elle pourrait maintenir la mention de San Francisco.
Santa Clara possède et gère une entreprise d'électricité, Silicon Valley Power. La société a récemment mis en service une nouvelle centrale de gaz naturel, qui produit quelque 130 mégawatts d'électricité pour la ville et ses résidents. Le coût de l'électricité à Santa Clara est en conséquence largement inférieur à celui de l'entreprise dominant le marché de la Californie du Nord, Pacific Gas and Electric Company.

## Démographie
| Groupe                           | Santa Clara | Californie | États-Unis |
| -------------------------------- | ----------- | ---------- | ---------- |
| Blancs                           | 45,0        | 57,6       | 72,4       |
| Asiatiques                       | 37,7        | 13,1       | 4,8        |
| Autres                           | 8,3         | 17,0       | 6,2        |
| Métis                            | 5,3         | 4,9        | 2,9        |
| Afro-Américains                  | 2,7         | 6,2        | 12,6       |
| Océaniens                        | 0,6         | 0,4        | 0,2        |
| Amérindiens                      | 0,5         | 1,0        | 0,9        |
| Total                            | 100         | 100        | 100        |
|                                  |             |            |            |
| Hispaniques et Latino-Américains | 19,4        | 37,6       | 16,7       |

| 1880  | 1890  | 1900  | 1910  | 1920  | 1930  |
| ----- | ----- | ----- | ----- | ----- | ----- |
| 2 416 | 2 891 | 3 650 | 4 348 | 5 220 | 6 302 |

| 1940  | 1950   | 1960   | 1970   | 1980   | 1990   |
| ----- | ------ | ------ | ------ | ------ | ------ |
| 6 650 | 11 702 | 58 880 | 86 118 | 87 700 | 93 613 |

| 2000    | 2010    | 2020    | - | - | - |
| ------- | ------- | ------- | - | - | - |
| 102 361 | 116 468 | 127 647 | - | - | - |

## Monuments et institutions
- Mission Santa Clara de Asís (en), mission espagnole à l'origine de la ville.
- Université de Santa Clara, la plus ancienne université californienne.
- Musée de Saisset, collection d'objets d'art californiens et européens, anciens et modernes.

## Jumelages
- Coimbra (Portugal) depuis 1971
- Izumo (Japon) depuis 1986
- Limerick (Irlande) depuis le 1er août 2014

## Personnalités
- Keena Rothhammer (1957-), nageuse américaine, championne olympique, est née à Santa Clara.
- Dolores Rousse (1901-1985), actrice américaine.